# Trapt
Trapt – amerykańska grupa muzyczna pochodząca z Los Gatos w Kalifornii. Utworzona została w 1995 roku i śpiewana przez Chrisa Browna i jego spółkę. Ich muzyka to połączenie wielu stylów, m.in. hard rock, post grunge, nu metalu i hardcore.

## Historia

### Formacja i wczesne lata (1995–1999)
Uformowana przez wokalistę Chrisa Browna, gitarzystę Simona Ormandy, basistę Petera Charell i Davida Stege grającego na perkusji. Niedługo potem Trapt wydali dwa albumy ('Amalgamation' i 'Glimpse'), które sprzedawali kiedy grali w lokalnych klubach. Już wtedy zespół spotykał się z bardzo dobrym przyjęciem czego owocem było podpisanie kontraktu z Warner Bross. Records.

### Amalgamation (1999–2000)
Swój debiutancki album nagrali z pomocą Robina Diaza, który zastąpił perkusistę Davida Stege'a (Diaz został następnie zastąpiony przez obecnego perkusistę Trapt – Aarona Montgomery'ego). 

### Trapt (2001–2003)
22 listopada 2002 ukazała się płyta pod tytułem Trapt, którą promowały 3 single. „Headstrong” był pierwszym z nich, osiągnął pierwsze miejsce na listach US Modern Rock i US Mainstream Rock oraz ukazał się na 16. miejscu listy US Hot 100. 
Drugi singiel z tej płyty zatytułowany „Still Frame” również zajął pierwsze miejsce w zestawieniu US Mainstream Rock, ale nie poradził sobie już tak dobrze na dwóch pozostałych. Utwór ten został użyty w soundtracku gry Project Gotham Racing 2.
Trzeci singiel noszący tytuł „Echo” (w którego teledysku pojawiła się Michelle Trachtenberg) zajął 10. miejsce na liście US Modern Rock. Album 'Trapt' zyskał miano platynowej płyty (ponad 1 000 000 sprzedanych egzemplarzy)

### Someone in Control (2004–2006)
Kolejnym krokiem grupy po wydaniu ich debiutanckiego albumu było EP zawierające 3 piosenki (wydane 30 marca 2004), które zawierało wersje „live" utworów „Made Of Glass”, „Echo” oraz „Promise”.
Ich drugi album zatytułowany 'Someone In Control' został wydany 13 września 2005. Promowany był również przez 3 single: 'Stand Up', 'Waiting', 'Disconnected (Out Of Touch)'. Jednak single nie poradziły sobie tak dobrze jak te z pierwszej płyty, np. utwór 'Stand up' zajął 3. miejsce na US Mainstream Rock.
Na początku roku 2006 Trapt pojechali w trasę koncertową z Nickelback i Three Days Grace.

### Only Through the Pain (2007–2009)
18 września 2007 roku wydano album live grupy, zatytułowany „Trapt Live!”. Na płycie znalazły się wersje koncertowe dziewięciu utworów. Oprócz nich do albumu dołączono dwie nowe piosenki (nagrane w studiu): „Stay Alive” i „Everything to Lose”.
7 marca 2008 roku ogłoszono, że gitarzysta Simon Ormandy wystąpił z zespołu.
Dzień później na stronie zespołu pojawiła się piosenka „Who's Going Home with You Tonight”, z ich kolejnego albumu – „Only Through the Pain”, który na razie jest w trakcie realizacji. Później grupa udostępniła 4 kolejne utwory: „Black Rose”, „Contagious”, „Wasteland”, i „Ready When You Are”.
W 2008 zespół koncertował w ramach organizowanej przez zespół Mötley Crüe trasy Crüe Fest, wraz z Papa Roach, Buckcherry i Sixx:A.M. Trasa rozpoczęła się 1 czerwca w West Palm Beach na Florydzie i trwała do 31 sierpnia.

### No Apologies (2010–2011)
W marcu 2010 roku Trapt powiedział, że podsumowują proces nagrywania swojej nowej płyty z producentem Johnny K. „No Apologies '” został wydany 12 października 2010 r. Pierwszy singiel „Sound Off” był dostępny w iTunes 20 lipca 2010 r. Kolejny utwór „Stranger in the Mirror ”, został wydany za darmo ze strony zespołu na Facebooku 11 sierpnia 2010 roku.
We wrześniu 2010 r. utwory „Drama Queen”, „No Apologies” i „Storyteller” zostały udostępnione na stronie internetowej zespołu wraz z okładką „No Apologies”. Tylko w wersji cyfrowej utwór bonusowy „Head Up High” został wydany wyłącznie dla tych, którzy zamówili płytę z oficjalnej strony.
25 października 2011 r. Cleopatra Records i Trapt wydali album kompilacyjny zatytułowany „Headstrong”. Zawierał ponownie nagrane wersje utworów, ścieżki demo, remiksy i akustyczne wersje „Headstrong” i „Echo”.

### Ponowne wydania i DNA (2014–obecnie)
W dniu 7 lutego 2014 r. Trapt ponownie wydało albumy „Amalgamation” i „Glimpse EP” w formie kampanii Groupees przez ograniczony czas.
5 maja 2014 roku Trapt ogłosił, że weźmie czas na nagranie nowej płyty i trasę koncertową o nazwie „The Self Titled Tour”. Trasa będzie polegać na tym, że Trapt zagra swój pierwszy album na żywo z innymi utworami z innych albumów oraz z nadchodzącego albumu. 29 maja Trapt wspomniał o wydaniu z nich piosenek akustycznych. 15 czerwca Trapt ogłosił, że pracuje nad nowym albumem o nazwie „DNA”. Oprócz „DNA” ogłoszono także „The Acoustic Collection”, która będzie akustyczną wersją ich piosenek. Trapt rozpoczął kampanię Indiegogo w celu zebrania pieniędzy na stworzenie nowego albumu. Podobnie jak „Reborn”, Trapt tworzy to niezależnie bez wytwórni. Po „The Self Titled Tour” Travis Miguel odszedł, aby ponownie dołączyć do Atreyu, zastąpił go Ty Fury, znany ze swojej pracy z Motograter, 40 Below Summer, Shawn Crahan Dirty Little Rabbits i Scott Weiland The Wildabouts. Nowy singiel zatytułowany „Passenger” został wydany w ramach nadchodzącego albumu. 28 sierpnia 2015 r. Trapt wydała singiel „Passenger” / „Human” - singiel w iTunes, Google Play i Amazon. 12 listopada 2015 r. Trapt wydała w iTunes utwory „Human (Like the Rest of Us)” i „It's Over”.
Od 2015 roku Chris Taylor Brown, Trapt Frontman, regularnie uczestniczy w publicznych sporach online za pośrednictwem Facebooka. Zwłaszcza fani walczyli, zwracając uwagę na upartego Chrisa Taylora Browna swoimi obelgami, a większość odpowiedzi wskazujących, że zespół miał jeden prawdziwy hit zatytułowany Headstrong.
„DNA” został wydany 19 sierpnia 2016 r. Wydano także limitowaną edycję wydaną przez Best Buy, która zawierała dodatkowe utwory „Panic Room” i „Chasing Highs”, a także dystrybucja 5000 kopii albumu, który został autografowany przez zespół.
17 maja 2016 r. zespół ogłosił, że weźmie udział w super trasie Make America Rock Again latem i jesienią 2016 r. W trasie pojawią się inni artyści, którzy odnieśli sukces w 2000 r., W tym Saliva, Saving Abel, Alien Ant Farm, Crazy Town, 12 Stones, Tantric and Drowning Pool, Fuel, Puddle of Mudd i P.O.D., a nawet Breaking Benjamin.

## Dyskografia

### Albumy studyjne
- Amalgamation (1999)
- Trapt (2002)
- Someone in Control (2005)
- Only Through the Pain (2008)
- No Apologies (2010)
- Reborn (2013)
- DNA (2016)

### EP
- Glimpse EP (2000)
- Trapt EP (2004)

### Single
- Headstrong (2003)

### Albumy Live
- Trapt Live! (2007)